# Virginia Damerini
Virginia Damerini (fl. XIX secolo) è stata una cantante lirica italiana attiva tra il 1880 e il 1890.

## Infanzia
Virginia Damerini è nata e cresciuta nella regione appenninica d'Italia.

## Carriera

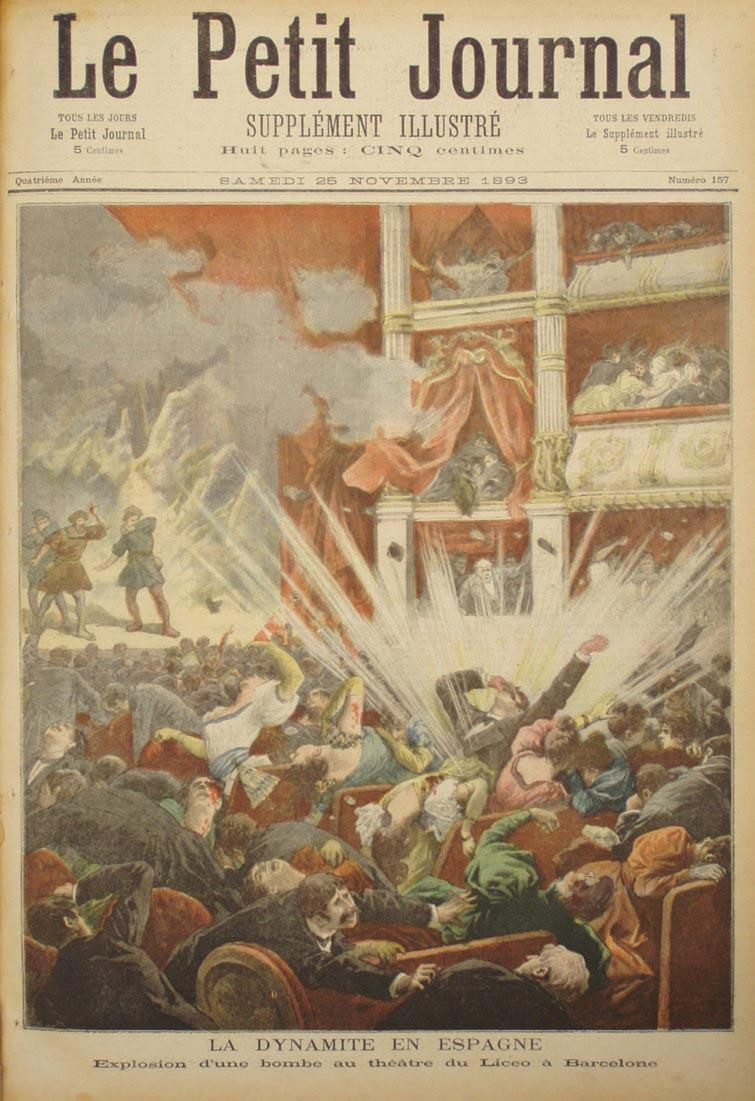
Damerini cantava sul palco del Liceu quando partì l'esplosione nel 1893

Soprano drammatico, nel 1884 visitò diverse città americane da Brooklyn a San Francisco con la Compagna della Grand Opera di Milano. Durante il tour, The New York Times commentò: "Lo stile della signora Damerini è allo stesso tempo raffinato ed espressivo".
Si esibì nella prima dell'opera Asrael di Alberto Franchetti nel 1888. Ha interpretato il ruolo principale in Fosca di Antônio Carlos Gomes nel 1889 a Modena e di nuovo nel 1890, al Teatro alla Scala di Milano, con il direttore Arnaldo Conti. Ebbe il ruolo "notoriamente difficile" della protagonista di Vincenzo Bellini Norma con la conduzione di Arturo Toscanini, a Palermo nel 1893. Nel 1893, cantò al Gran Teatre del Liceu di Barcellona nella notte in cui nel teatro esplose un ordigno dell'anarchico Santiago Salvador Franch. Sua sorella Marie Damerini venne segnalata tra le vittime dell'esplosione.